# Tegula fasciata
Tegula fasciata is een slakkensoort uit de familie van de Tegulidae. De wetenschappelijke naam van de soort is voor het eerst geldig gepubliceerd in 1778 door Born.